# Барановская, Мария Юрьевна
Мари́я Ю́рьевна Пономарёва (в замужестве — Глауберман и Барано́вская) (3 [16] марта 1902, Нахичевань-на-Дону, Российская империя — 7 июня 1977, Москва, СССР) — советский историк, иконограф и некрополист.

## Биография
Родилась 3 марта 1902 года в Нахичевани-на-Дону в семье артиста оркестра Мариинского театра Ю. В. Пономарёва. Очень рано лишилась матери, поэтому её воспитывал дед, который ранее занимал должность крепостного музыканта. Благодаря деду, внучка приобщилась к миру театра, музыки и искусства. Училась в местной гимназии Нахичевани-на-Дону, а после окончания поступила на филологический факультет РостГУ, но не окончила его из-за раннего брака со студентом юридического факультета Николаем Глауберманом.
С 1919 по 1924 год работала библиотекарем в Публичной библиотеке Ростова-на-Дону. C начала 1920-х годов жила в Москве, но до 1924 года постоянно ездила в Ростов-на-Дону, а после увольнения из публичной библиотеки переехала к мужу в Москву окончательно.
С 1925 по 1929 год выступала на заседаниях Старой Москвы с докладами. Начиная с марта 1930 года работала в отделе бытовой иллюстрации (ныне носит название ИЗО) Исторического музея.
Со своим вторым мужем, архитектором Петром Барановским, она познакомилась в 1931 году на Новодевичьем кладбище, когда занималась описанием некрополя и переносом захоронений из Симонова монастыря в Новодевичий. До ареста и ссылки Барановского они жили в большой коммунальной квартире на Софийской набережной, прямо напротив Кремля, а в 1938 году их переселили в Больничные палаты Новодевичьего монастыря.
В 1934 году написала статью «Судьба могилы Веневитинова», после чего увлеклась историей московских некрополей и изучением портретов декабристов. Принимала активное участие в работах по изучению и охране могил видных деятелей, а также их перезахоронениях в связи с со сносом ряда кладбищ. Участвовала в эксгумации могилы Николая Гоголя.
В 1935 году составила двухтомник «Некрополь Донского монастыря» (не издан). После Великой Отечественной войны Барановская являлась одним из организаторов коллективного труда «Московский некрополь», готовившегося в Институте истории АН СССР под редакцией академика Б. Д. Грекова (не издан).
Принимала активное участие в паспортизации могил, в установке надгробных памятников Н. М. Языкову, Д. В. Веневитинову, В. Г. Перову, Н. П. Чулкову и П. Н. Миллеру.
В 1958 году получила учёную степень кандидата исторических наук. Автор около двухсот публикаций. Много лет являлась членом учёного совета Музея истории Москвы.
Скончалась 7 июня 1977 года в Москве. Похоронена рядом с супругом Петром Барановским на Старом Донском кладбище.

## Избранные труды
- Барановская М. Ю. Первый краевед и этнограф Бурятии декабрист Н. А. Бестужев // Советское краеведение. 1936. № 3.
- Барановская М. Ю. Иван Федорович Барщевский, некролог // Краткие сообщения Института истории материальной культуры, вып. XXIV М., 1949. C. 121—122.
- Барановская М. Ю. Декабристы — художники // Искусство. 1950. № 5. С. 75.
- Барановская М. Ю. Материалы к биографии И. Е. Дядьковского / М. Ю. Барановская, И. Е. Дядьковский // Сочинения. — М.: Медгиз, 1954. — С. 45—58.
- Барановская М. Ю. Декабрист Николай Бестужев. М., 1954.
- Барановская М. Ю. Портреты декабристов: Альбом. М., 1973.

## Личная жизнь
Мария Пономарёва была замужем дважды и дважды меняла фамилию:
- Первым супругом являлся Глауберман, супруги развелись.
- Вторым супругом являлся Пётр Барановский.